# トラウン湖
トラウン湖(Traunsee)はオーストリアのザルツカンマーグートエリアにある湖。表面積は約24.5 km²、最大水深は200mとも228mとも言われる。飲用も可能な清冽な水をたたえる。
湖上には中世の城のオルト城があり、湖と共に旅行者に人気のスポットとなっている。
湖の北端にはグムンデン、南端にはエーベンゼーの街があり、東にはトラウンシュタイン山（標高1691m）が控える。